# Avrechy
Avrechy és un municipi francès, situat al departament de l'Oise i a la regió dels Alts de França. L'any 1999 tenia 1.060 habitants.

## Situació
Avrechy es troba a prop de la zona urbana de Saint-Just-en-Chaussée i Clermont de l'Oise.

## Administració
Avrechy forma part del cantó de Clermont, que al seu torn forma part de l'arrondissement de Clermont. L'alcalde de la ciutat és Jean-Michel Thibault (2001-2008).